# Nhlangano
Nhlangano, antiga Goedgegon, é a quarta maior cidade de Essuatíni. Nhlangano é a capital e maior cidade do distrito de Shiselweni.
O Rei Jorge IV do Reino Unido se encontrou com o Rei Sobuza nesta cidade em 1947.